# Amerzone
Amerzone: Il testamento dell'esploratore (titolo originale francese: L'Amerzone: le Testament de l'explorateur), conosciuto semplicemente come Amerzone, è un videogioco di tipo avventura grafica a un giocatore per PC, in seguito uscito anche per PlayStation, sviluppata dalla Microïds nel novembre 1999. È stata il primo progetto nel campo dei videogiochi del fumettista belga Benoît Sokal. In Italia è stata pubblicata in diverse edizioni, sia col titolo Il testamento dell'esploratore che col titolo Amerzone.
Nel 2014 è stato reso disponibile anche per IOS, scaricabile diviso in tre parti di cui la prima gratuita e per Android.

## Trama

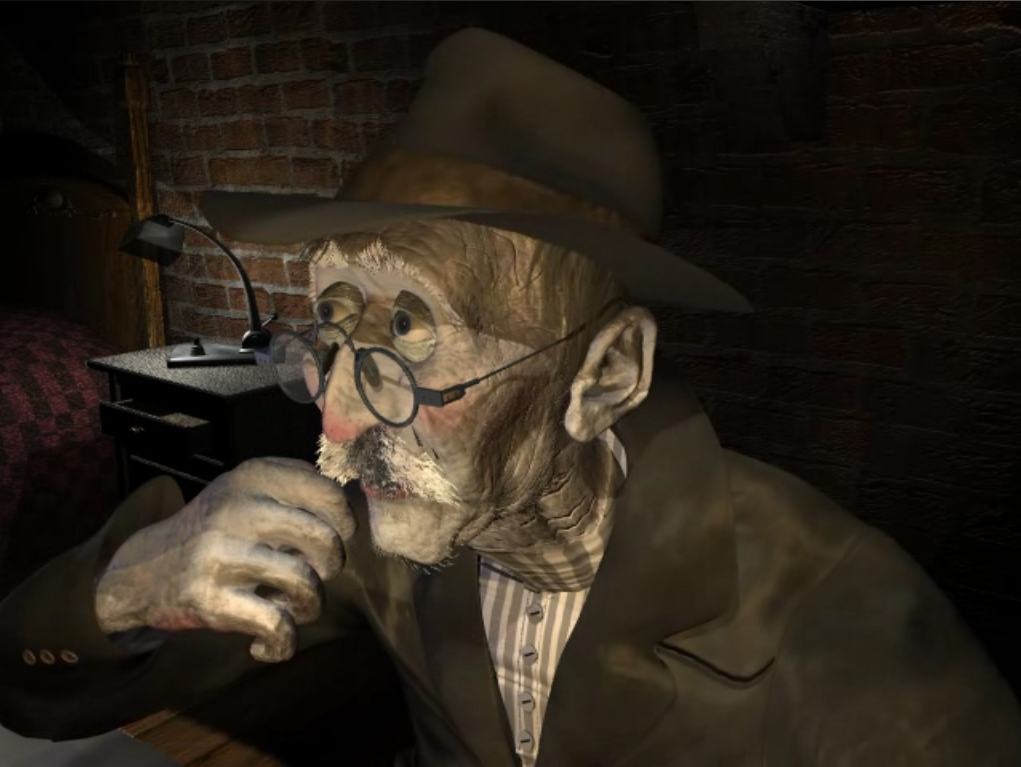
Alexandre Valembois

Amerzone narra la storia di un giornalista (il giocatore), che viene a conoscenza del segreto di un anziano esploratore, Alexandre Valembois, che durante una sua spedizione negli anni '30 nell'immaginario paese tropicale di Amerzone, una povera nazione scossa da rivoluzioni, ha sottratto dal suo habitat un raro uovo di Uccello Bianco, un uccello che vive nelle zone ricche di vulcani alle sorgenti del fiume Amerzone. Ora, troppo anziano per recarsi di nuovo nel suddetto paese, è bruciato dai sensi di colpa, e quindi chiede al giocatore di riportare l'uovo, ancora vivo, nel suo paese d'origine, visto che sta per schiudersi e che tutta la specie degli Uccelli Bianchi dipende da quell'uovo, perché contiene tutti gli individui della successiva generazione. Il giornalista decide pertanto di ripetere l'itinerario dell'esploratore utilizzando i suoi stessi mezzi (come l'hydraflot) per raggiungere l'Amerzone e riportare l'uovo.
Il giocatore viene quindi catapultato in un mondo di tribù, di foreste, di paludi, ripercorrendo le stesse tracce del viaggio di Alexandre Valembois, cinquant'anni prima. Dovrà percorrere il fiume Amerzone fino alla fonte nel mezzo di una foresta equatoriale e alla fine raggiungere i vulcani dimora degli uccelli bianchi.

## Modalità di gioco

Gameplay. Questo è solo un insieme di immagini; il gioco ha un'animazione più fluida.

Amerzone è un gioco con grafica 3D, fra i primi ad adottare questo tipo di disegno, e si discosta dalle altre classiche avventure punta-e-clicca per il sistema di esplorazione con visuale in prima persona, che permette oltre girarsi a 360° in ambientazioni prefissate anche la possibilità di modificare l'angolo verticale (cioè poter guardare più in alto o più in basso). Nelle suddette ambientazioni si compiono le azioni tipiche come "prendi", "usa", "vai" che vengono prontamente segnalate dai cambiamenti di forma del cursore.

### Hydraflot

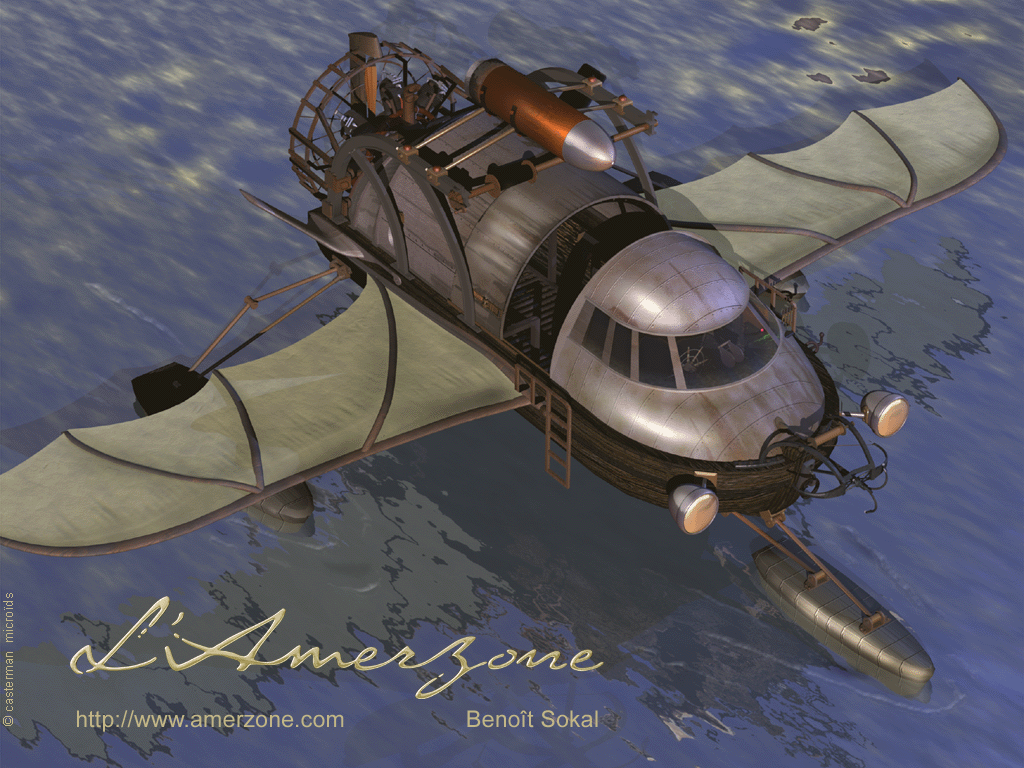
L'Hydraflot in modalità aereo

Il principale mezzo di trasporto del giocatore durante l'avventura è l'Hydraflot. La caratteristica distintiva di questo veicolo è quella di poter mutare forma tramite alcune componenti meccaniche e tramite queste diverse modalità funzionare come diversi mezzi di trasporto. Il principale mezzo di propulsione è un motore a benzina collegato a una potente elica ma può anche utilizzare l'energia del vento. Dispone anche di un rampino. In base alla modalità può funzionare come diversi mezzi di trasporto: aereo (per lunghi viaggi come la traversata oceanica verso l'Amerzone), elicottero, barca a vela, sottomarino, barca a motore.

## Caratteristiche tecniche

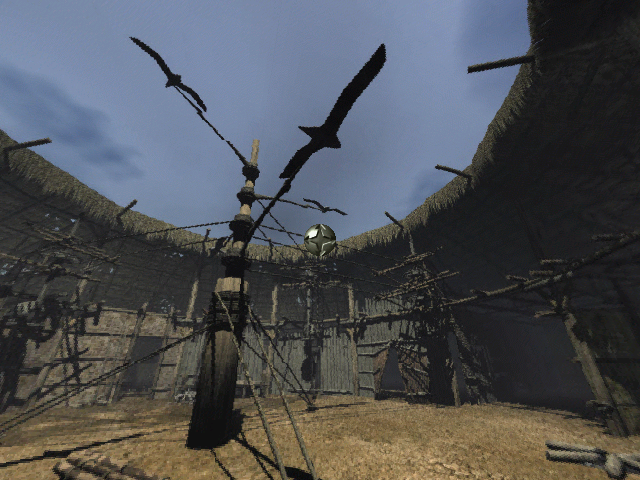
Villaggio indiano

Il gioco si presenta agli occhi del giocatore con una grafica 3D e con animazioni che funzionano con il sistema del QuickTime.

## Doppiaggio
Nella tabella si trovano i personaggi dell'avventura grafica con accanto la relativa voce italiana.
Fra di essi, alcuni (Antonio Paiola, Giorgio Melazzi) hanno doppiato alcuni personaggi anche nelle successive avventure grafiche di Sokal (Syberia - L'avventura di Kate Walker, Syberia II, Paradise).
| Personaggio           | Doppiatore italiano |
| --------------------- | ------------------- |
| Alexandre Valembois   | Antonio Guidi       |
| David Mackowski       | Alarico Salaroli    |
| Antonio Alvarez       | Antonio Paiola      |
| Postino               | Antonio Guidi       |
| Edouard Mulot         | Giorgio Melazzi     |
| Pescatore             | Antonio Paiola      |
| Soldato della taverna | Giorgio Melazzi     |
| Voce narrante         | Elda Olivieri       |

## Altri media
- Nel suo lavoro successivo Syberia, Benoît Sokal ha esplicitamente citato più volte il paese di Amerzone e Alexandre Valembois.